# Máximo Cajal López
Máximo Cajal López (Madrid, 17 de febrero de 1935 - ibídem, 3 de abril de 2014) fue un abogado, escritor y diplomático español.

## Biografía
Hijo de Mercedes López Pader y Máximo Cajal Sarasa. Se licenció en Derecho, ingresó en la carrera diplomática en 1963 y salió en 1965 como secretario de embajada. Durante sus 35 años de carrera desempeñó numerosos puestos. En 1978 fue nombrado director general de la Oficina de Información Diplomática (OID). Posteriormente fue embajador en Guatemala, y sobrevivió a la matanza ocurrida en la legación española, que había sido ocupada por un grupo de indígenas quichés, acompañados por estudiantes miembros del Frente Estudiantil Robin García del Ejército Guerrillero de los Pobres y posteriormente incendiada durante la ocupación (31 de enero de 1980). La sentencia emitida por la corte guatemalteca en enero de 2015 responsabilizó de la matanza de la embajada a los cuerpos de seguridad de la dictadura de Lucas García, "que no quede ninguno vivo" fueron las órdenes dadas por Pedro García Arredondo, teniente coronel y jefe del Comando Seis declarado culpable por un Tribunal de Mayor Riesgo. En tal suceso murieron 39 personas, entre ocupantes, exfuncionarios que se encontraban en la misión a invitación del propio embajador, empleados de la embajada y directivos del Instituto Guatemalteco de Cultura Hispánica.
Entre 1991 y 1994 fue subsecretario del Ministerio de Asuntos Exteriores de España.
Tras su regreso, fue embajador de España en la OTAN, en Suecia, y en Francia (1994-1996) y, cónsul general de España en Nueva York (1981-1983), y Lisboa, además de ocupar diversos cargos en el Ministerio de Asuntos Exteriores durante los gobiernos de Felipe González. Como secretario general de Política Exterior fue el negociador jefe en la renegociación del acuerdo hispano-estadounidense de 1988 por el que se cerró la base estadounidense de Torrejón.
Militante del PSOE, en 2010 fue nombrado embajador de España en Francia, si bien era representante personal del presidente del Gobierno de España, José Luis Rodríguez Zapatero, para la Alianza de Civilizaciones.
Su figura fue controvertida. A su regreso de Guatemala, fue acusado por la dictadura guatemalteca de comunista y de haber organizado la ocupación de la legación española. A tal campaña se unieron medios de comunicación conservadores españoles.
Tras la publicación de su libro Ceuta y Melilla, Olivenza y Gibraltar. ¿Dónde acaba España? en 2003, en donde postula la cesión de las ciudades autónomas y demás posesiones españolas en el norte de África a Marruecos como paso previo a la recuperación de Gibraltar (sugiriendo que los Peñones se entreguen inmediatamente, en tanto que se introduciría un régimen transitorio de veinte años para Melilla y la posible cesión de Ceuta quedaría congelada hasta la devolución de Gibraltar por Gran Bretaña), las autoridades de las ciudades autónomas, medios de comunicación conservadores y políticos del Partido Popular le criticaron duramente[cita requerida]. Ante tales críticas, fuentes del PSOE declararon que Máximo Cajal, que estaba participando en la elaboración del programa electoral socialista, había sido "apartado" del partido.

## Obras
- 1999, ¡Saber quién puso fuego allí!. Masacre en la embajada de España en Guatemala. Editorial SidiHarth Metha.
- 2003, Ceuta y Melilla, Olivenza y Gibraltar. ¿Dónde acaba España?, (Editorial Siglo XXI). ISBN 84-323-1138-3